# Ralf Aron
Ralf Aron (ur. 21 marca 1998) – estoński kierowca wyścigowy.

## Życiorys
Po sukcesach w kartingu, Aron rozpoczął międzynarodową karierę w jednomiejscowych samochodach wyścigowych w 2014 roku od startów w Północnoeuropejskim Pucharze Formuły Renault 1.6 oraz we Włoskiej Formule 4. W Formuły Renault 1.6 wywalczył tytuł wicemistrzowski, a we Formule 4 był najlepszy w klasie Adria Winter Trophy. Rok później Estończyk wygrał dziewięć spośród 21 wyścigów mistrzostw Włoskiej Formuły 4 i dwunastokrotnie stawał na podium. Pozwoliło mu to zdobyć tytuł mistrza serii.
W 2016 roku Eriksson podpisał kontrakt z włoską ekipą Prema Powerteam na starty w Europejskiej Formule 3. Wystartował w 29 wyścigach, spośród których dwukrotnie stawał na podium, w tym raz na jego najwyższym stopniu. Z dorobkiem 176 punktów został sklasyfikowany na siódmej pozycji w klasyfikacji końcowej kierowców.

## Wyniki

### Podsumowanie
| Sezon     | Seria                                                                        | Zespół           | Wyścigi | Zwycięstwa | PP | NO | Podium | Punkty | Pozycja |
| --------- | ---------------------------------------------------------------------------- | ---------------- | ------- | ---------- | -- | -- | ------ | ------ | ------- |
| 2014      | Północnoeuropejski Puchar Formuły Renault 1.6                                | Scuderia Nordica | 14      | 2          | 0  | 2  | 6      | 263    | 2       |
| 2014      | Północnoeuropejski Puchar Formuły Renault 1.6 (Mistrzostwa Europy Północnej) | Scuderia Nordica | 7       | 3          | 1  | 4  | 3      | 95     | 2       |
| 2014      | Szwedzka Formuła Renault 1.6                                                 | Scuderia Nordica | 11      | 5          | 1  | 6  | 5      | 146    | 6       |
| 2014      | Włoska Formuła 4 – Adria Winter Trophy                                       | Prema Powerteam  | 2       | 1          | 2  | 1  | 2      | N/A    | 1       |
| 2015      | Niemiecka Formuła 4                                                          | Prema Powerteam  | 11      | 1          | 0  | 2  | 3      | 120    | 9       |
| 2015      | Włoska Formuła 4                                                             | Prema Powerteam  | 21      | 9          | 7  | 6  | 12     | 331    | 1       |
| 2016      | Europejska Formuła 3                                                         | Prema Powerteam  | 29      | 1          | 0  | 0  | 2      | 176    | 7       |
| 2016/2017 | MRF Challenge – Formula 2000                                                 |                  | 12      | 1          | 0  | 3  | 8      | 168    | 5       |